# Comiso

Localització de Comiso

Comiso (sicília Còmmisu) és un municipi italià, situat a la regió de Sicília i a la província de Ragusa. L'any 2006 tenia 29.647 habitants. Limita amb Chiaramonte Gulfi, Ragusa i Vittoria.

## Administració
| Període   | Identitat          | Partit         |
| --------- | ------------------ | -------------- |
| 1988-1994 | Salvatore Zago     | centreesquerra |
| 1994-1998 | Pasquale Puglisi   | centredreta    |
| 1998-2008 | Giuseppe Digiacomo | centreesquerra |
| 2008-     | Giuseppe Alfano    | centredreta    |

## Galeria d'imatges

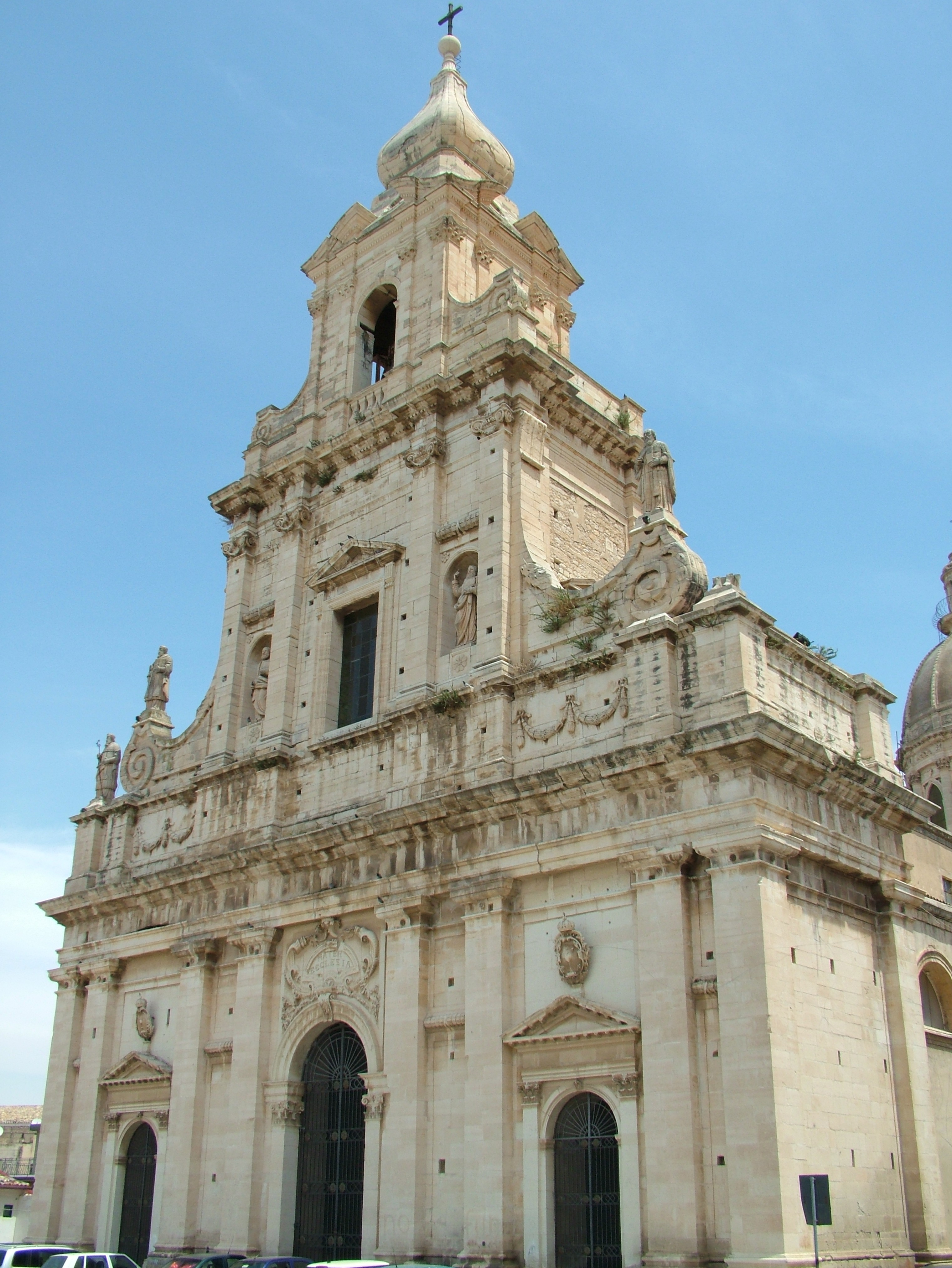
Església mare
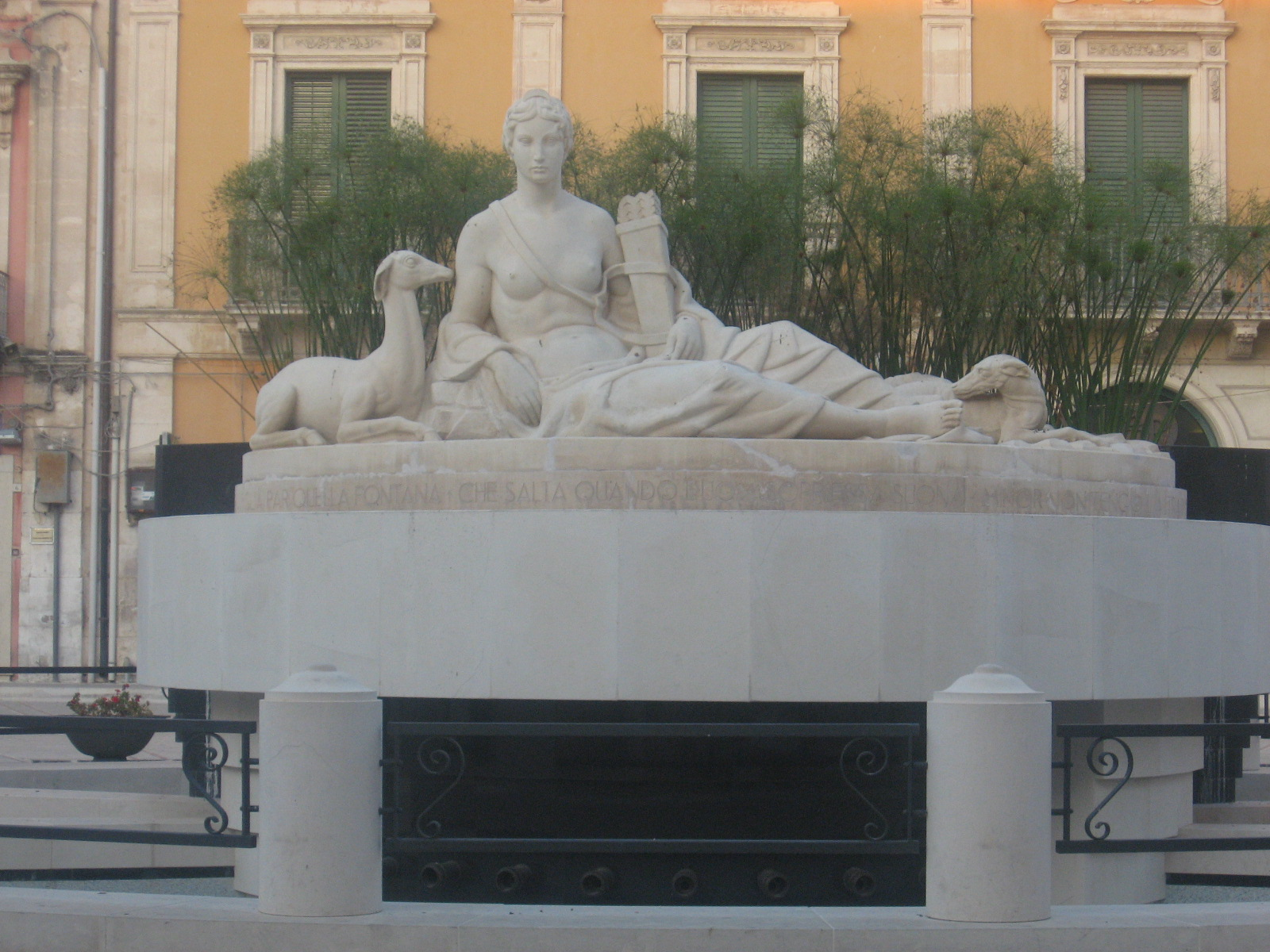
Nova font de Diana
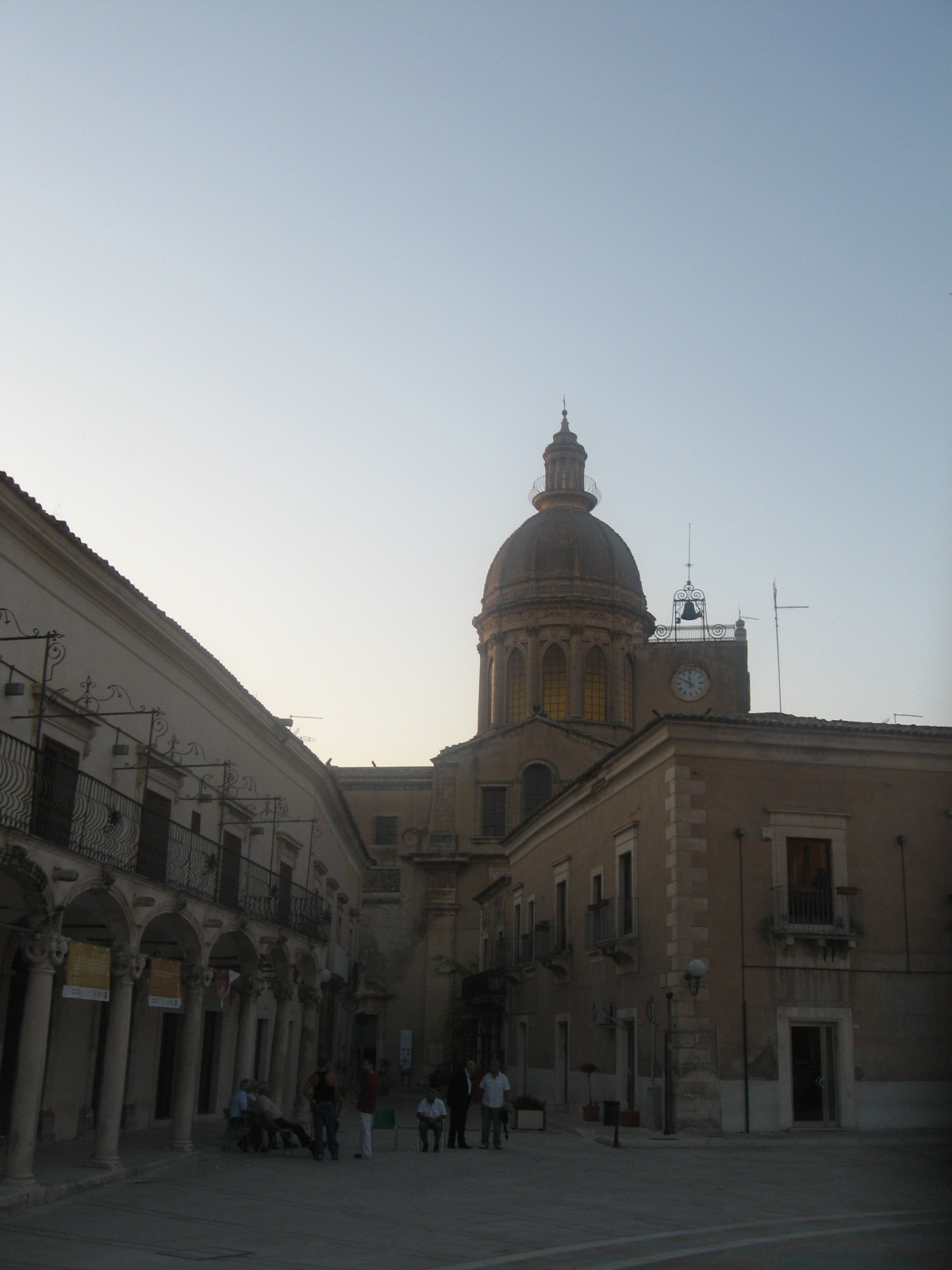
Plaça de l'església